# Hoofdklasse (mannenhandbal) 1968/69
De Hoofdklasse was de hoogste afdeling van het Nederlandse handbal bij de heren op landelijk niveau. In het seizoen 1968/1969 werd Sittardia landskampioen.

## Teams
| Club          | Plaats    | Provincie     |
| ------------- | --------- | ------------- |
| AHC '31       | Amsterdam | Noord-Holland |
| ESCA          | Arnhem    | Gelderland    |
| Meteoor       | Eindhoven | Noord-Brabant |
| Niloc         | Amsterdam | Noord-Holland |
| Olympia HGL   | Hengelo   | Overijssel    |
| Operatie '55  | Den Haag  | Zuid-Holland  |
| Sittardia     | Sittard   | Limburg       |
| Vlug en Lenig | Geleen    | Limburg       |

## Stand
| Pos | Team          | Wed | W  | G | V | Ptn | DV  | DT  | +/− | Opmerking                                            |
| --- | ------------- | --- | -- | - | - | --- | --- | --- | --- | ---------------------------------------------------- |
| 1   | Sittardia     | 14  | 11 | 1 | 2 | 23  | 255 | 183 | +72 | Deelname Europees kampioenschap voor landskampioenen |
| 2   | Olympia HGL   | 14  | 5  | 1 | 8 | 11  | 179 | 194 | −15 |                                                      |
| 3   | Vlug en Lenig | 14  | 5  | 4 | 5 | 14  | 156 | 147 | +9  |                                                      |
| 4   | AHC '31       | 14  | 5  | 4 | 5 | 14  | 185 | 194 | −9  |                                                      |
| 5   | Niloc         | 14  | 5  | 0 | 9 | 10  | 167 | 199 | −32 |                                                      |
| 6   | ESCA          | 14  | 5  | 2 | 7 | 12  | 168 | 190 | −22 |                                                      |
| 7   | Operatie '55  | 0   | 0  | 0 | 0 | 0   | 0   | 0   | 0   |                                                      |
| 8   | Meteoor       | 0   | 0  | 0 | 0 | 0   | 0   | 0   | 0   | Degradatie naar de Eerste klasse                     |

## Uitslagen
| Thuis \ Uit   | AHC   | ESC   | MET   | NIL   | OLY   | OPE   | SIT   | V&L   |
| ------------- | ----- | ----- | ----- | ----- | ----- | ----- | ----- | ----- |
| AHC '31       |       | 18–14 | 13–6  | 16–14 | 13–11 | 15–16 | 11–15 | 22–10 |
| ESCA          | 9–14  |       | 12–9  | 14–13 | 7–9   | 13–13 | 7–8   | 7–7   |
| Meteoor       | 27–14 | 13–17 |       | 13–14 | 13–19 | 13–11 | 17–16 | 19–19 |
| Niloc         | 20–18 | 21–17 | 21–11 |       | 9–9   | 18–14 | 9–16  | 16–20 |
| Olympia HGL   | 19–16 | 10–10 | 15–12 | 13–11 |       | 19–9  | 12–10 | 14–13 |
| Operatie '55  | 14–12 | 14–13 | 16–11 | 18–22 | 10–11 |       | 17–18 | 12–13 |
| Sittardia     | 20–15 | 16–15 | 22–9  | 25–18 | 11–15 | 15–12 |       | 18–16 |
| Vlug en Lenig | 14–16 | 7–11  | 21–10 | 14–6  | 18–10 | 20–16 | 7–8   |       |

## Beslissingswedstrijd kampioenschap
Daar Sittardia en Olympia HGL met een gelijk aantal punten waren geëindigd, het doelsaldo wordt genegeerd, moesten beide teams een beslissingswedstrijd spelen om het kampioenschap.
| 9 maart 1969, 14:00 uur | Sittardia | 17 - 9 | Olympia HGL | Sporthal Oss, Oss |
| 9 maart 1969, 14:00 uur |           |        |             | Sporthal Oss, Oss |
| 9 maart 1969, 14:00 uur |           |        |             | Sporthal Oss, Oss |

|                    |
|                    |
| Sittardia 3e titel |

Nederlands kampioen zaalhandbal:
1954 · 1955 · 1956 · 1957  · 1958 · 1959 · 1960 · 1961 · 1962
Hoofdklasse:
1962/63 ·1963/64 · 1964/65 · 1965/66 · 1966/67 · 1967/68 · 1968/69 · 1969/70 · 1970/71 · 1971/72 · 1972/73 · 1973/74 · 1974/75 · 1975/76 · 1976/77
Eredivisie:
1977/78 · 1978/79 · 1979/80 · 1980/81 · 1981/82 · 1982/83 · 1983/84 · 1984/85 · 1985/86 · 1986/87 · 1987/88 · 1988/89 · 1989/90 · 1990/91 · 1991/92 · 1992/93 · 1993/94 · 1994/95 · 1995/96 · 1996/97 · 1997/98 · 1998/99 · 1999/00 · 2000/01 · 2001/02 · 2002/03 · 2003/04 · 2004/05 · 2005/06 · 2006/07 · 2007/08 · 2008/09 · 2009/10 · 2010/11 · 2011/12 · 2012/13 · 2013/14 · 2014/15 · 2015/16 · 2016/17 · 2017/18 · 2018/19 · 2019/20 · 2020/21 · 2021/22 · 2022/23 · 2023/24
Next Handball League
2024/25
Kampioenspoule / HandbalNL League (nacompetitie Super Handball League ):
2015 · 2016 · 2017 · 2018 · 2019 · 2020 · 2021 · 2022 · 2023 · 2024 · 2025